# Die Bahnfahrt
Die Bahnfahrt ist eine Kurzgeschichte des luxemburgischen Schriftstellers Guy Helminger. Sie handelt von einer Gruppe Mädchen und einem Jungen, der jenen auffällt, da er während einer Fahrt mit der Straßenbahn von sich behauptet, er sei berühmt. Veröffentlicht wurde die Geschichte erstmals in Helmingers Kurzgeschichtensammlung Rost im Jahr 2001.

## Inhaltsangabe
Während  einer anfangs normalen und alltäglichen Straßenbahnfahrt behauptet ein Junge lautstark von sich, dass er berühmt sei, obwohl ihn keiner im Waggon kennt. Eine Gruppe von Mädchen beobachtet den Jungen und witzelt über ihn. Die anderen Fahrgäste sind desinteressiert und schweigen. Nachdem der Junge seine Behauptung wiederholt, ändert sich die Stimmung, die jetzt dem grau-kalten Wetter außerhalb des Waggons gleicht.
Der Junge, dem zwei der Mädchen inzwischen den Rücken zukehren, sagt einem, es werde morgen in der Zeitung über ihn lesen. Ein anderes Mädchen erwidert, dass er „sowieso keine Chance“ hätte, und aufhören solle, denn sie hätten „schon mal etwas Besseres gesehen“. Die Stimmung im Waggon lockert sich auf, das dem Jungen die Meinung sagende Mädchen grinst, so auch er. Dann holt er eine Pistole aus der Jackentasche und schießt dem Mädchen ins Gesicht.

## Verwendung im Unterricht
Die Bahnfahrt wird häufig als Schullektüre eingesetzt. Vielfach erfahren die Schüler nur den Anfang der Geschichte, um sie im gleichen Stil nach eigenen Ideen zu vervollständigen.